# Jeepmolen
Jeepmolen was een draaimolen in het Nederlandse attractiepark de Efteling. De molen was in het park te vinden sinds 1951 en werd in 2003 verwijderd. 

## Geschiedenis
De Jeepmolen werd aangekocht in 1951 als onderdeel van een uitbreiding van de speeltuin van het toenmalige Natuurpark de Efteling. Aanvankelijk was de molen niet gedecoreerd, maar ergens tussen 1959 en de jaren '70 werd de attractie aangekleed naar een ontwerp van Anton Pieck.
Bij de komst van het Volk van Laaf werd de originele ombouw van de Jeepmolen omgebouwd tot souvenirwinkel en werd de draaimolen zelf opnieuw opgebouwd op een nieuwe locatie, zo'n 50 meter verderop in de speeltuin. Bij de uitbreiding van het Anton Pieckplein in 2003 werd de Jeepmolen echter definitief gesloten en uit het park verwijderd.
De jeeps van de Jeepmolen werden na de sluiting weggegeven en vonden hun weg naar de tweedehandsmarkt. De ombouw en delen van de decoratie werden hergebruikt bij de Vlindermolen.
Lijst van attracties in de Efteling · Lijst van sprookjes in de Efteling · Afbeeldingen